# Ферлах
Ферлах (нем. Ferlach, словен. Borovlje) — город  в Австрии, в федеральной земле Каринтия на берегу реки Драва.
Входит в состав округа Клагенфурт.  Население составляет 7404 человека (на 31 декабря 2005 года). Занимает площадь 117,25 км². Официальный код  —  2 04 05.

## Фотографии

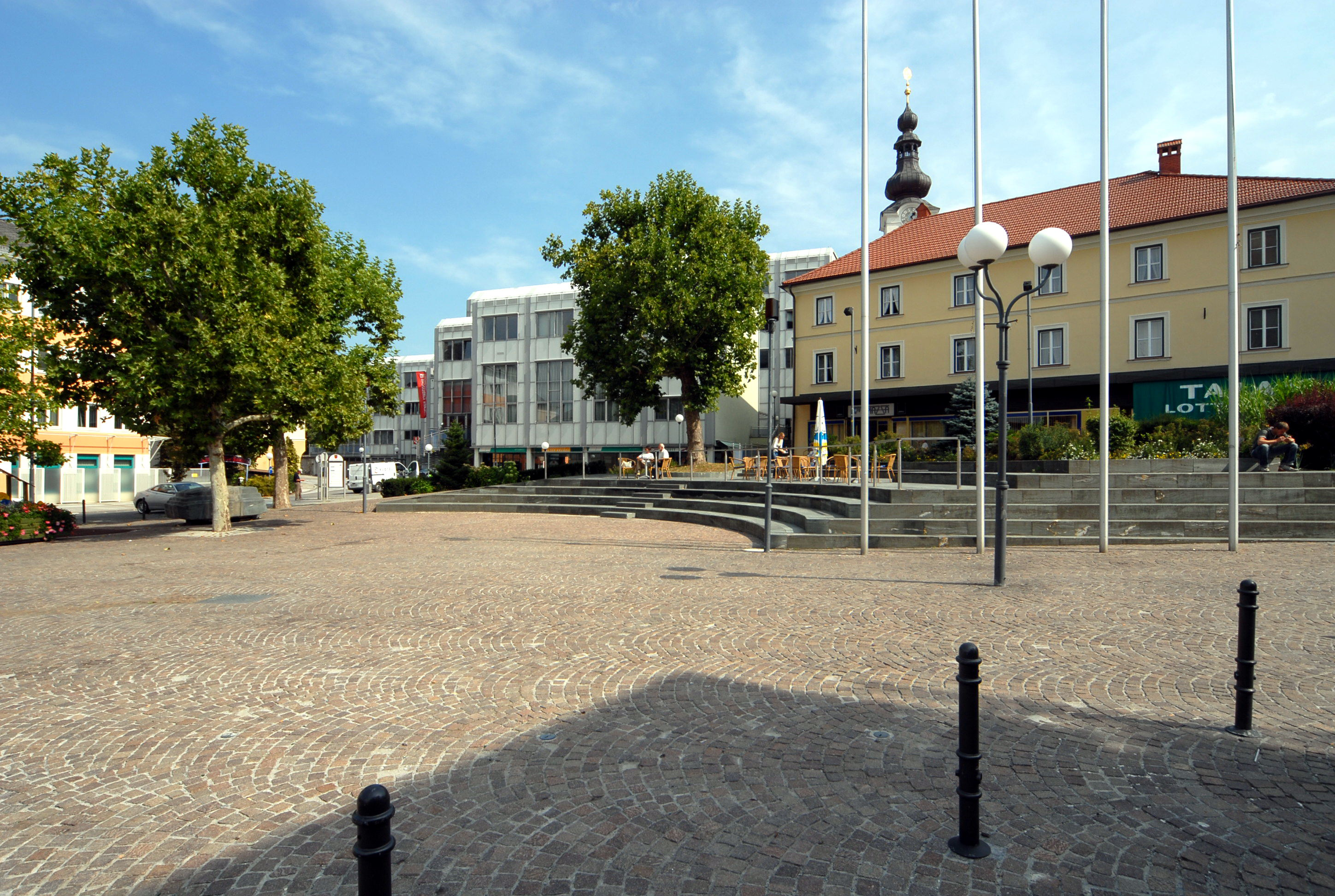
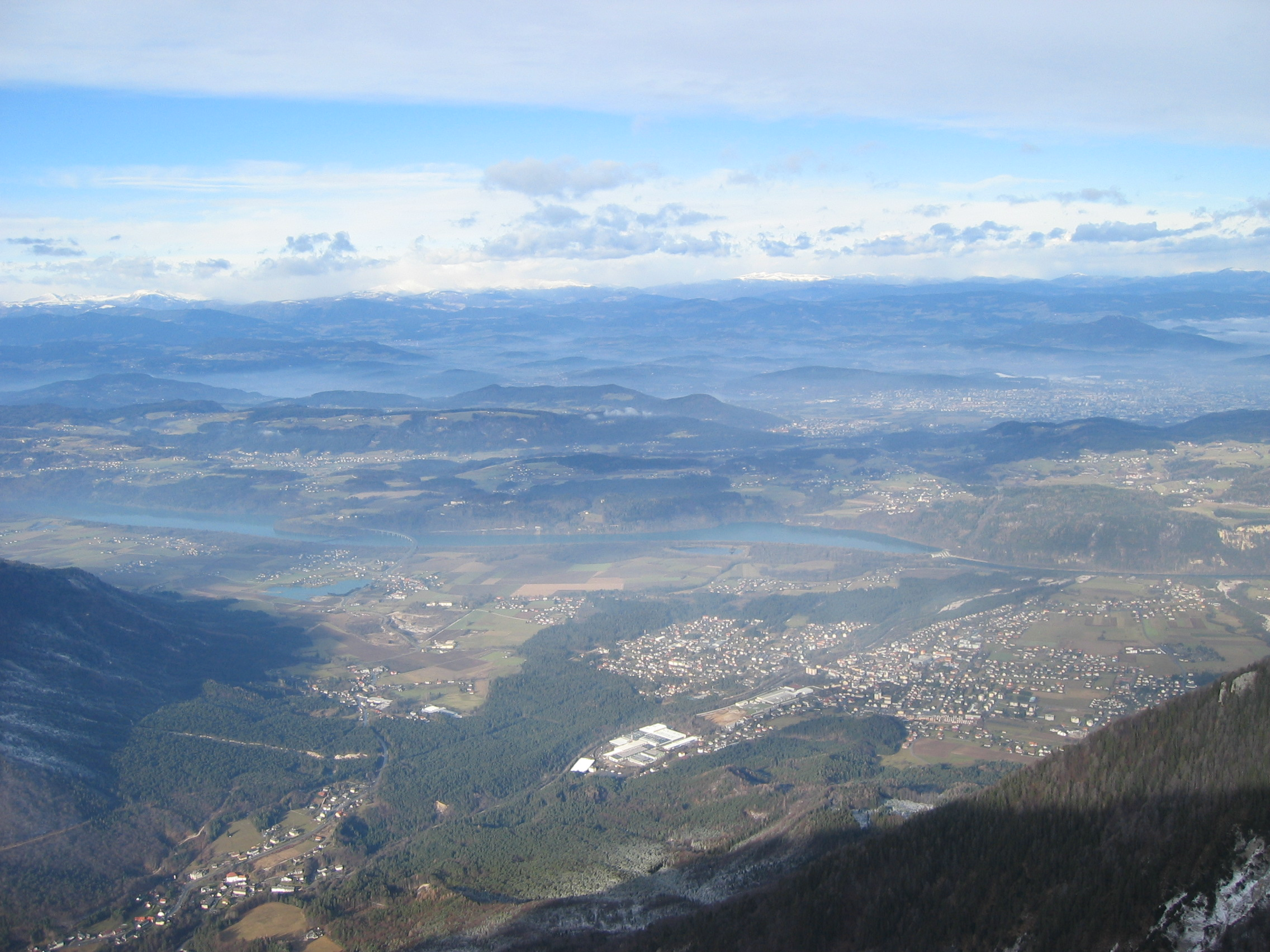
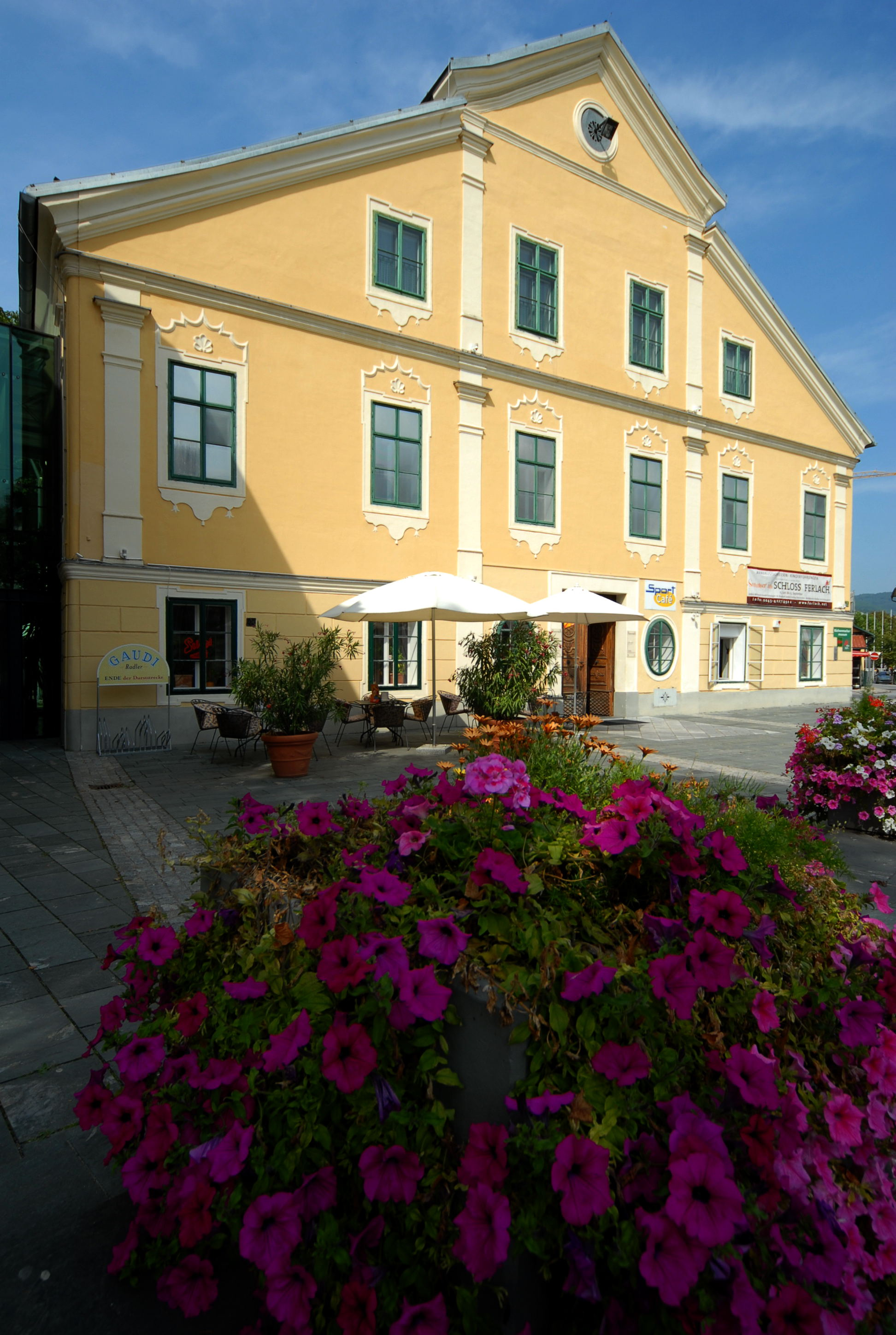
Замок
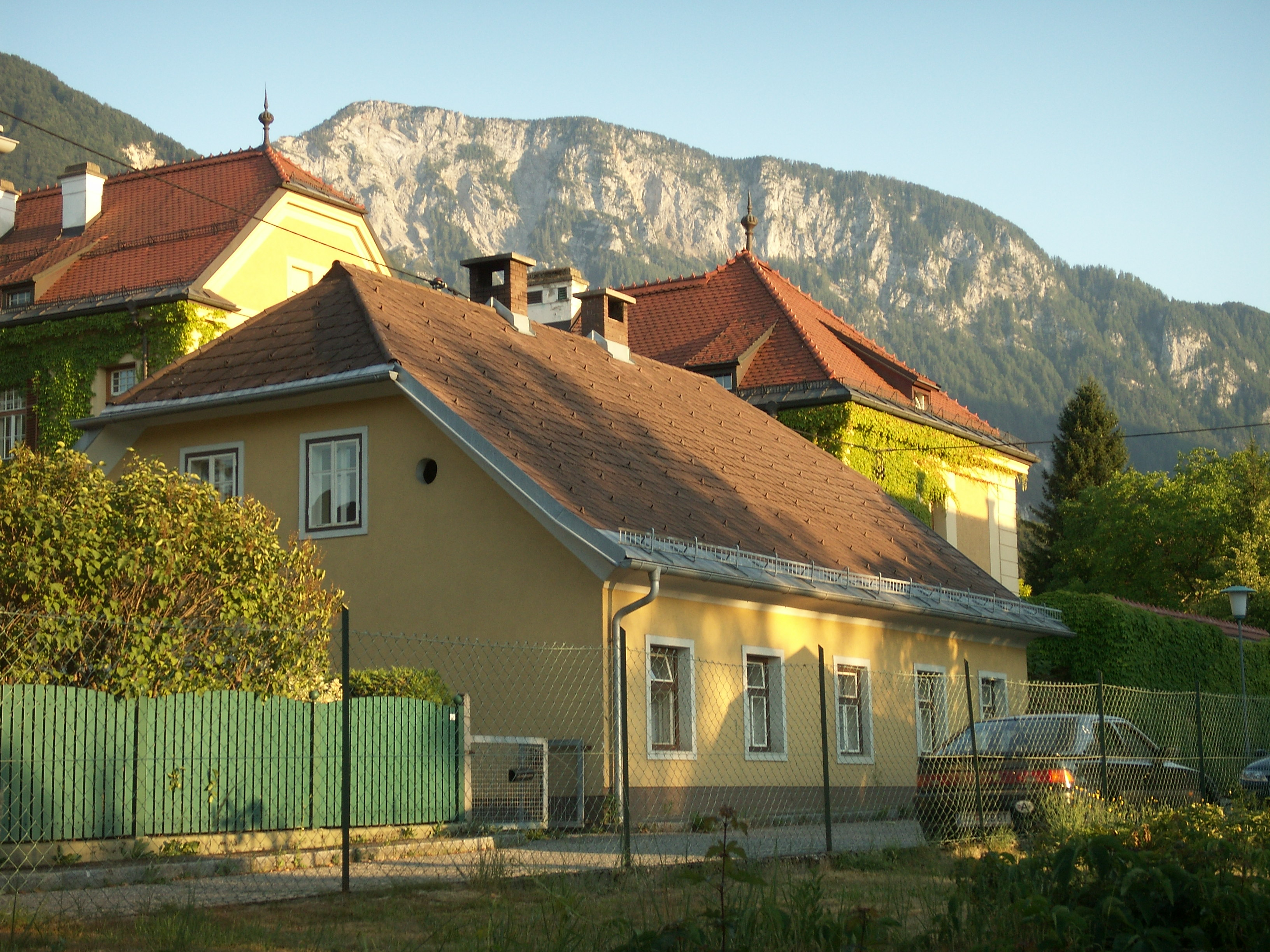
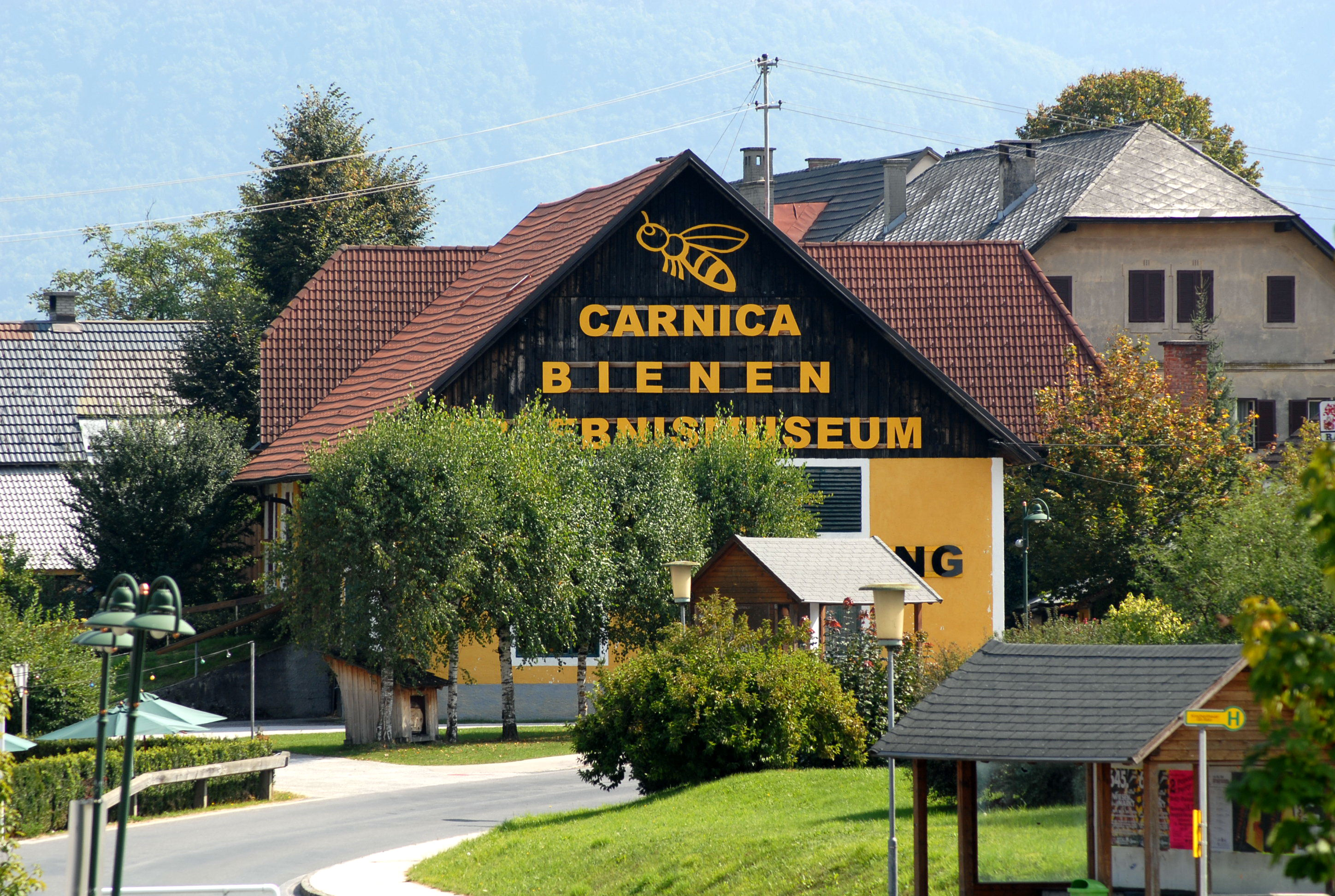
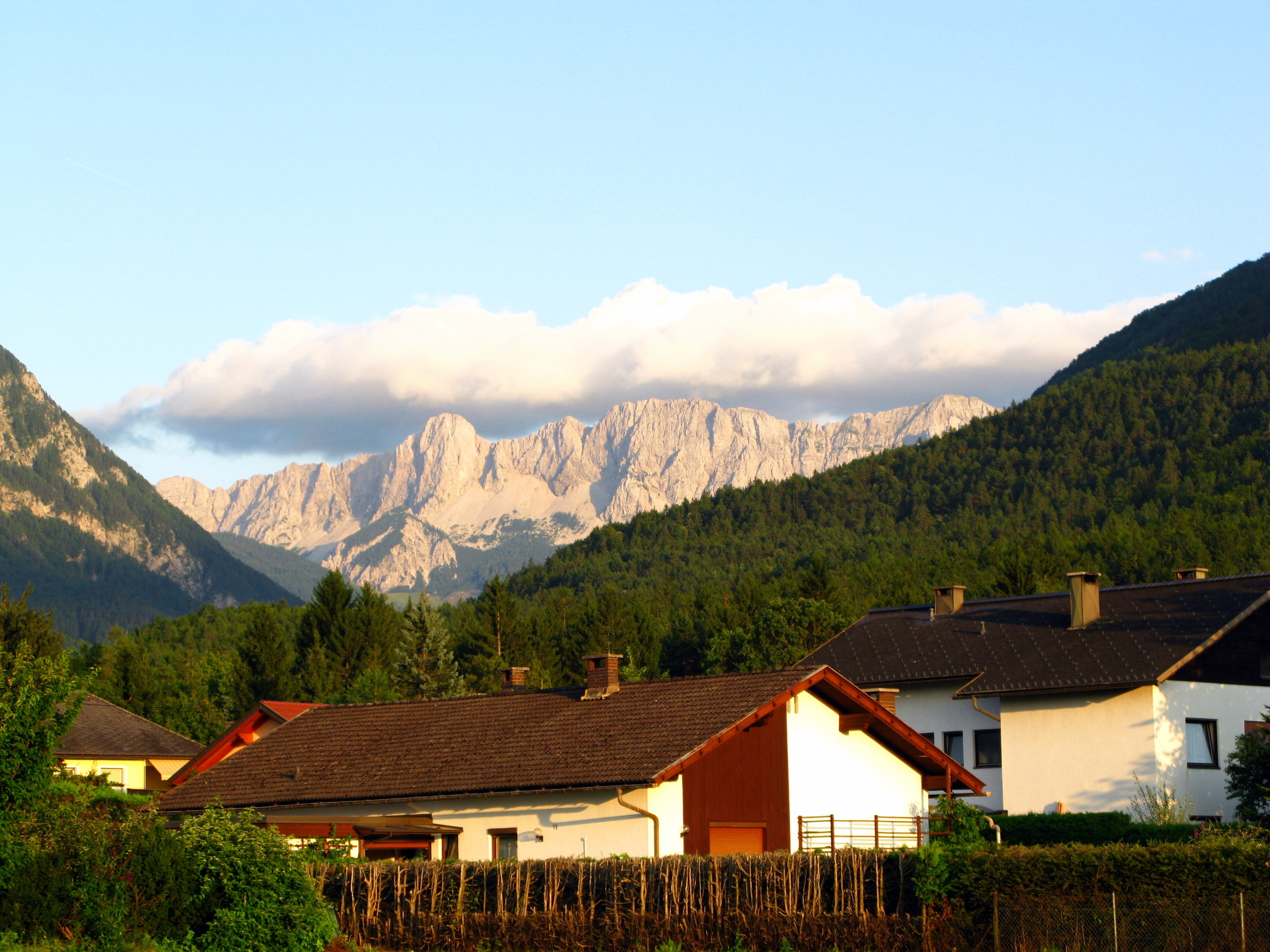
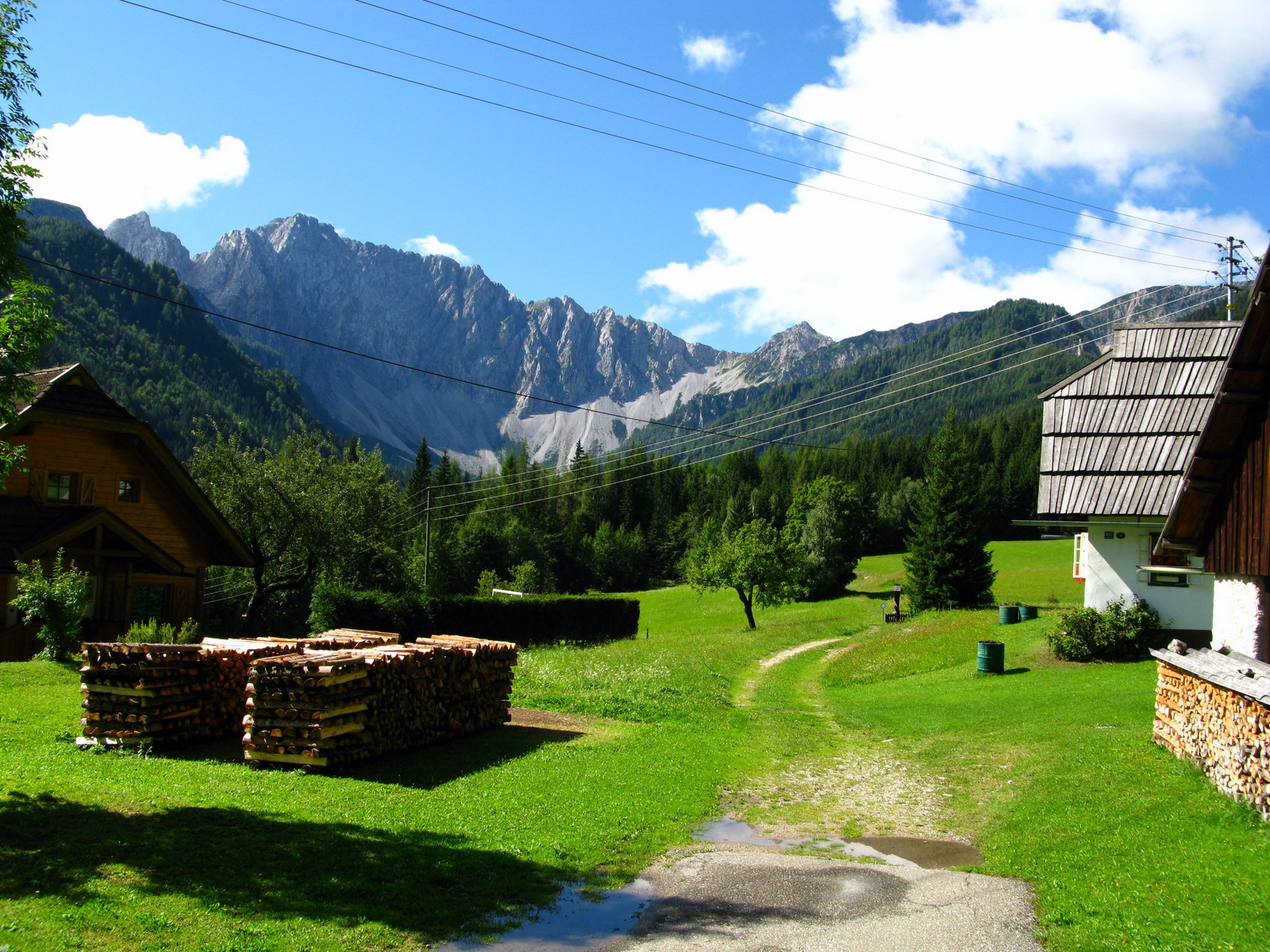

## Политическая ситуация
Бургомистр коммуны — Инго Аппé (СДПА) по результатам выборов 2003 года.
Совет представителей коммуны (нем. Gemeinderat) состоит из 27 мест.
- СДПА занимает 15 мест.
- АПС занимает 6 мест.
- АНП занимает 4 места.
- Партия EL занимает 2 места.